# Уренья, Маркос
Ма́ркос Дани́ло Уре́нья По́ррас (исп. Marcos Danilo Ureña Porras; 5 марта 1990, Сан-Хосе, Коста-Рика) — коста-риканский футболист, нападающий клуба «Сентрал Кост Маринерс» и сборной Коста-Рики.

## Клубная карьера

### «Алахуэленсе»
Профессиональную карьеру начал в 2007 году в клубе «Алахуэленсе» из Алахуэлы. В своём первом профессиональном сезоне 2007/08 сыграл 9 матчей, забил 1 гол и стал, вместе с командой, вице-чемпионом Клаусуры (Верано) Коста-Рики.
В сезоне 2008/09 провёл 12 матчей, забил 1 мяч и снова стал вице-чемпионом, на этот раз в Апертуре (Инвьерно). В следующем сезоне Уренья стал уже полноценным игроком основы, сыграл 23 встречи, в которых отметился 4 голами (по другим данным, провёл 25 игр и забил 5 мячей).
В сезоне 2010/11 сыграл 21 матч, забил 4 гола и впервые в карьере стал чемпионом Коста-Рики (Инвьерно). Последний раз в составе «Алахуэленсе» сыграл 28 февраля (27-го по местному времени) 2011 года в выездном матче чемпионата против клуба «Сан-Карлос».
Всего за клуб из Алахуэлы провёл, по разным данным, от 45 встреч, в которых отметился 10 мячами, до 67 матчей и 11 голов.

### «Кубань»
3 марта 2011 года было сообщено, что достигнута договорённость о переходе Уреньи в «Кубань», на просмотре в которой он ранее находился в феврале. Тогда Маркос отметился голом в товарищеском матче с пловдивским «Локомотивом». 5 марта Уренья подписал с «Кубанью» контракт сроком на 4,5 года. Дебютировал в составе «Кубани» 9 апреля 2011 года, выйдя на замену Сергею Давыдову на 62-й минуте выездного матча 4-го тура чемпионата против московского «Динамо». За 2 года в «Кубани» нападающий не забил ни одного гола и перестал приглашаться в сборную. Однако в 2014 году получил место в составе национальной сборной на чемпионате мира в Бразилии.
В «Кубани» освоил русский язык на уверенном уровне владения.

### Дания
В августе 2014 года отправился в четырёхмесячную аренду в клуб чемпионата Дании «Мидтьюлланн». 10 декабря 2014 года подписал четырёхлетний контракт с клубом.
21 июля 2016 года «Мидтьюлланн» и «Брондбю» произвели обмен игроками — Маркоса Уренью на Йонаса Борринга, со своим новым клубом он подписал трёхлетний контракт.

### США
27 января 2017 года перешёл в клуб MLS «Сан-Хосе Эртквейкс». В североамериканской лиге дебютировал 4 марта в матче стартового тура сезона 2017 против «Монреаль Импакт». 1 апреля в матче против «Нью-Йорк Сити» забил свой первый гол за «Квейкс».
12 декабря 2017 года ФК «Лос-Анджелес» выбрал Уренью на драфте расширения MLS. 4 марта 2018 года он принял участие в дебютном матче нового клуба в лиге, где его соперником был «Сиэтл Саундерс». Свой первый гол за «Лос-Анджелес» забил 15 сентября в матче против «Нью-Инглэнд Революшн». По окончании сезона 2018 «Лос-Анджелес» не продлил контракт с Уреньей.

### Возвращение в «Алахуэленсе»
12 декабря 2018 года Уренья был выбран клубом «Чикаго Файр» на драфте отказов MLS, но игрок предпочёл вернуться в «Алахуэленсе», 21 января 2019 года подписав трёхлетний контракт.

### Азия
24 марта 2020 года перешёл в клуб южнокорейской Кей-лиги 1 «Кванджу».
22 декабря 2020 года присоединился к клубу австралийской Эй-лиги «Сентрал Кост Маринерс», подписав контракт на сезон 2020/21. Дебютировал за «Маринерс» 19 января 2021 года в матче против «Уэстерн Сидней Уондерерс», выйдя на замену в концовке. 2 марта в матче против «Перт Глори» забил свой первый гол в Эй-лиге.

## Карьера в сборной
В 2007 году провёл 4 матча и забил 1 гол в составе сборной Коста-Рики до 17 лет в рамках проходившего в Южной Корее финального турнира чемпионата мира среди юношей не старше 17 лет. В 2009 году сыграл 7 встреч и забил 3 мяча за молодёжную сборную Коста-Рики до 20 лет в рамках проходившего в Египте финального турнира чемпионата мира среди молодёжных команд, на котором костариканцы дошли до полуфинала, где уступили сверстникам из Бразилии (0:1), а в матче за 3-е место в серии послематчевых пенальти уступили сверстникам из Венгрии, хотя в основное время вели в счёте 1:0, благодаря голу Уреньи на 81-й минуте, однако в самой концовке соперник всё-таки сравнял счёт.
В составе главной национальной сборной Коста-Рики выступает с 2009 года. В 2011 году стал в составе сборной финалистом Центральноамериканского кубка, где принял участие в том числе и в решающем матче турнира, в котором забил единственный гол своей команды на 73-й минуте встречи. Что, однако, костариканцам не помогло, поскольку в итоге они уступили Гондурасу со счётом 1:2. Кроме того, Маркос с 3 мячами стал лучшим бомбардиром и обладателем «золотой бутсы» турнира (вместе с Рафаэлем Бургосом из Сальвадора). Примечательно, что эти голы стали для Уреньи первыми в составе сборной. 10 февраля 2011 года в товарищеском матче с Венесуэлой (2:2) Маркос забил свой 4-й мяч за сборную.
В июне 2011 года отправился с командой на Золотой кубок КОНКАКАФ, где в первом же матче забил 2 гола в ворота сборной Кубы. По итогам той встречи, по версии издания Goal.com, Уренья был признан лучшим игроком матча. Затем отметился голом в 3-м, заключительном матче в группе против сборной Мексики. В итоге на том турнире сыграл во всех 4 матчах команды.
Забил третий гол в ворота сборной Уругвая в первом туре ЧМ-2014.

## Достижения

### Командные
«Алахуэленсе»
- Чемпион Коста-Рики: 2010/11 (Инвьерно)
- Вице-чемпион Коста-Рики: 2007/08 (Верано), 2008/09 (Инвьерно)

 Сборная Коста-Рики (до 20 лет)
- 4-е место на чемпионате мира среди молодёжных команд: 2009

 Сборная Коста-Рики
- Финалист Кубка наций Центральной Америки: 2011

### Личные
- Лучший бомбардир и обладатель «золотой бутсы» Кубка наций Центральной Америки: 2011

## Характеристика
Благодаря своим игровым качествам, Маркос может сыграть не только на острие атаки, но и на позиции оттянутого форварда.

## Личная жизнь
Женат.